# Антипов, Андрей Александрович
Андре́й Александрович Антипов (3 июля 1984, Ленинград) — российский музыкант, музыкальный продюсер, аранжировщик, участник и художественный руководитель коллективов «Бис-Квит» и «ГРАД-квартет».

## Биография
Андрей Антипов родился в 1984 году в Санкт-Петербурге (Ленинграде). В 6 лет был принят в детскую музыкальной школу на Васильевском острове, по классу фортепиано. В 8 лет Андрей поступает во вторую музыкальную школу искусств им. Г. В. Свиридова по классу балалайки, к Демьянчикову Юрию Арсентьевичу. Уже в музыкальной школе Андрей становится лауреатом Всероссийского и международного музыкальных конкурсов.
После окончания с золотыми медалями двух музыкальных школ по классу балалайки, в том числе музыкальной школы Санкт-Петербургской консерватории имени Н. А. Римского-Корсакова, в 1999 г. Андрей поступает в музыкальный колледж им. Н. А. Римского-Корсакова в класс профессора Конова Владимира Николаевича, заведующего кафедрой ансамбля, инструментовки и дирижирования СПбГК им. Н. А. Римского-Корсакова, Заслуженного работника культуры РФ.
В 2000 году Андрей получает приглашение от известного дирижёра А. Афанасьева, и начинает сотрудничать с оркестром русских народных инструментов «Серебряные струны», с которым принимает участие в нескольких гастрольных турах (Россия-Бельгия-Германия-Франция-Испания-Португалия).
В 2003 году Андрей с отличием заканчивает музыкальный колледж. На государственном экзамене Андрей Антипов дирижирует большим народным оркестром своё авторское и монументальное произведение «Русская сюита» для фортепиано с оркестром, в собственной аранжировке. После окончания колледжа Андрей поступает в Спб. Государственный университет культуры и искусств. Одновременно получив приглашение от Государственного оркестра им. В. В. Андреева, начинает сотрудничество с этим известным российским коллективом.
В 2008 году заканчивая ВУЗ, Андрей пишет и защищает дипломную работу, которая, впоследствии, становится «методикой обучения игры на балалайке контрабас». Антипов становится первым выпускником ВУЗА в России по специальности «БАЛАЛАЙКА-КОНТРАБАС».

## БИС-КВИТ
Ещё в колледже, в 2002 году, Антипов создаёт свой первый музыкальный коллектив «БИС-КВИТ» (экстравагантный ансамбль, сочетающий в себе русские музыкальные инструменты, саксофон и ударные), в котором, наконец, начинает воплощать свои творческие, художественные замыслы и идеи. В состав ансамбля вошли «друзья — сокурсники», единомышленники, и одновременно ведущие музыкальные исполнители.
В 2005 году в одном из лучших залах Санкт-Петербурга, ансамбль «БИС-КВИТ», выступил с премьерой сюиты на музыку из великого мюзикла «Вестсайдская история».
В 2006 году БИС-КВИТ" участвует в съёмках х/ф. «Блудные дети».
В 2006 году Ансамбль «БИС-КВИТ» почётный гость международного музыкального фестиваля «THE WORLD OF MUSICAL FOLKLORE» город Нордфьорд, Норвегия. Здесь же состоялся творческий союз со смешанным хором города Нордфьорд, и несколько гала концертов.
С 2007 г. по 2011 г. — постоянный гость телепередач «Попутная песня» и «В ритмах жизни» с Еленой Липиной.
В 2009 году Ансамбль «БИС-КВИТ» участник VII Международном фестиваля «Вселенная звука», который состоялся в БЗ им. Чайковского, Московской государственной Консерватории. На фестивале коллектив исполнил музыкальный спектакль по мотивам оперы К. Молчанова «А ЗОРИ ЗДЕСЬ ТИХИЕ…» и был награждён дипломами за «Современное прочтение и виртуозное исполнение классической партитуры», «Оригинальный состав музыкального коллектива», «Оригинальную аранжировку классического произведения». Выступления с этим произведением прошли так же в Большом зале Санкт-Петербургской академической филармонии им. Д. Д. Шостаковича и Государственной академической капелле.
В июле 2010 года коллектив выступил в Большом концертном зале Санкт-Петербурга — «Октябрьский» в составе симфонического оркестра Мариинского театра с программой, посвящённой Дню Военно-Морского флота России
В 2011 г. ансамбль «Бис-Квит» дал гала-концерт с участием артистов Мариинского театра в Российском культурно-информационном центре расположенном в городе София. Музыканты и оперные исполнители из России представили концертную программу в рамках проходящих в Болгарии Дней российской духовной культуры. После выступлений в Болгарии, артисты отправились в Черногорию, где их выступление также имело успех.
В 2011 — специальный гость на музыкальном шоу центрального телевидения Юго-Восточной Европы.
В сентябре 2012 года Андрей Антипов с ансамблем «Бис-Квит» участвовал в театрализованном концерте в Вологде, проходившим в рамках Дней Санкт-Петербурга в Вологде.
За время своего существования, группа «БИС-КВИТ» провела более 1500 концертов в России, представила Санкт-Петербург в концертных залах Италии, Польши, Швейцарии, Кореи, Германии, Кубы, Австрии, Китая, Юго- Восточной Европы, Шотландии, Португалии, Финляндии и Франции.

## ГРАД-КВАРТЕТ
У Андрея Антипова (на тот момент уже исполнителя на Балалайке контрабас) и участников «Терема-Квартета» появляется идея создания коллектива, схожего с «Терем-квартетом». И в 2006 году в стенах Санкт-Петербургского Университета культуры и искусств рождается ещё один музыкальный коллектив с рабочим названием «ТЕРЕМОК». В состав ансамбля вошли друзья и коллеги Андрея. Виртуозы и профессионалы своего дела. Ансамбль «Теремок», а последствии переименованный в «ГРАД-КВАРТЕТ» моментально становится очень популярен и востребован, как в России так и за рубежом. Он выступает на различных конкурсах и музыкальных фестивалях, где сразу завоёвывает широкое признание, становится лауреатом и обладателем «ГРАН-ПРИ» (Италия).
В 2012 году Антипов с коллективом «Град-квартет» участвуют в Днях русской культуры в Индии.

## Цитаты
«Благодаря таким Дням мы можем рассказать о том, что такое культура России и что такое русская душа. Культура может связывать людей, страны, несмотря на то, в каких бы политических отношениях они не находились» — Андрей Антипов

«Я с долей иронии и с долей грусти могу сказать, что сегодняшнее время мало дает людям понять, что у нас есть своя культура, русская. К сожалению, у нас люди мало интересуются. Да, за рубежом концертов больше. Это наша проблема национальная» — Андрей Антипов

## Награды
- В 2011году, за концерты, имевшие оглушительный успех у публики, Антипов и его коллективы были награждены премией правительства Санкт-Петербурга «Посол русской культуры»[10].
- В 2012 году секретарь Совета Безопасности Р. Ф. Н. Патрушев, наградил Андрея Антипова «Почетным орденом Совета Безопасности Российской Федерации», в знак благодарности за активное музыкальное участие в международной встрече высоких мировых представителей, курирующих вопросы безопасности и за мастерски подготовленную музыкальную программу с участием прославленных солистов Петербургской оперы.

## Дискография
- «Bis-Quit Orchestra»: «Мировая популярная музыка» (2005 г.)
- «Русские народные песни» (2006 г.)
- «Jazz» — коллекция джазовой музыки (2007 г.)